# Trujillo, Venezuela
Trujillo este capitala statului Trujillo, un oraș din Venezuela, cu peste 38.110 locuitori, fondat în 1557.  